# Beton smołowy
Beton smołowy, smołobeton – materiał budowlany stosowany w budownictwie drogowym mający postać masy otrzymywanej z kruszywa (mączki mineralnej, piasku, grysu) i smoły drogowej w różnym stosunku ilościowym. Betony smołowe mogły być wytwarzane, układane i zagęszczane na zimno i na gorąco. Wykonywano z nich nawierzchnie drogowe.
Polska Norma PN-B-24703 z 1964 roku rozróżniała betony smołowe w zależności od:
- wymiarów ziaren kruszywa: do 8 mm (betony smołowe drobnoziarniste), do 16 mm (betony smołowe średnioziarniste) i do 25 mm (betony smołowe gruboziarniste);
- objętości wolnych przestrzeni w ułożonym i zagęszczonym betonie: poniżej 5% (betony smołowe ścisłe), 5–8% (betony smołowe półścisłe), ponad 8% (betony smołowe otwarte)[1].

Beton smołowy był stosowany powszechnie w Polsce w latach PRL, następnie jego użycie było stopniowo ograniczane do dróg o charakterze lokalnym. Przyczyniły się do tego m.in. szybsze względem asfaltu starzenie się smoły, a więc pogarszanie się właściwości wykonanej z niego nawierzchni, rozwój lepszych materiałów wykorzystujących asfalt, zarówno pod względem właściwości nawierzchni, jak i mniejszej ilości uwalnianych szkodliwych zanieczyszczeń. Do betonu smołowego stosować można domieszki w postaci asfaltu w celu poprawy właściwości tak otrzymanej masy.